# С'Орекану I (Каљари)
С'Орекану I је насеље у Италији у округу Каљари, региону Сардинија.
Према процени из 2011. у насељу је живело 16 становника. Насеље се налази на надморској висини од 19 м.